# 정읍시의 시내버스
정읍시의 시내버스는 전북특별자치도 정읍시를 중심으로 운행하는 버스를 이용한 대중교통 수단으로, 운수업체로는 대한고속이 유일하다. 2010년을 기준으로 93개의 시내버스 노선이 있다.

## 운임
2019년 1월 1일 기준이다. 무료환승제도는 실시하고 있지 않고 있다. 본래 구간별 요금으로 운영하였으며, 2019년 1월 1일부터 단일요금제를 시행하게 되었다.
| 종류 | 나이                    | 현금 (원) | 카드 (원) |
| ---- | ----------------------- | --------- | --------- |
| 일반 | 어른 (만 19세 이상)     | 1,000     | 950       |
| 일반 | 청소년 (만 13세 ~ 18세) | 500       | 450       |
| 일반 | 어린이 (만 7세 ~ 12세)  | 500       | 450       |

## 운행 노선
| 노선 번호 | 운행구간       | 운행구간 | 운행구간   | 경유지 | 운행 횟수 | 비고            |
| --------- | -------------- | -------- | ---------- | --- | --------- | --------------- |
| 80        | 신태인         | ↔        | 상평       | 구사, 내석, 이암, 원백산, 갈마, 산지, 소제, 진산, 진농, 석점, 동곡, 횡룡, 감곡면 행정복지센터, 감곡중, 오공, 옥신, 학일, 감곡역, 신평 | 5회       |                 |
| 82        | 신태인         | ↔        | 모산       | 신태인농협, 천주교, 요동, 방남, 중남, 승북, 감곡역, 승산, 상하송, 회암 | 5회       |                 |
| 83        | 신태인         | ↔        | 갈마       | 구사, 내석, 이암, 원백산 | 5회       |                 |
| 84        | 신태인         | ↔        | 하신양     | 신태인농협, 천주교, 우령리, 상신양 | 5회       |                 |
| 85        | 신태인         | ↔        | 학당       | 신태인종고, 장수, 천단, 용오, 양오, 장촌, 옥신 | 5회       |                 |
| 87        | 신태인         | ↔        | 학당       | 신태인농협, 천주교, 우령리, 신흥, 두지, 화호정류소, 인상고, 정자, 신곡 | 5회       |                 |
| 91        | 신태인         | ↔        | 칠보       | 구사, 내석, 원등, 강삼, 궁사, 홍촌, 낙양, 기지내, 태인중, 태인정류소, 거산, 신성, 매당, 정동, 매정교, 삼리, 행정, 산성, 두곡, 칠보삼거리, 칠보초교, 칠보정류소 | 5회       | 1시간 20분 소요 |
| 91-2~7    | 신태인         | ↔        | 칠보       | 시간표 참고 | 시간표    | 시간표          |
| 101       | 정읍역         | ↔        | 선운리     | 정읍버스터미널, 연지A, 시기성당, 구소방서, 동초교, 교육청, 대림A, 시기파출소, 시기동 행정복지센터, 장난감나라, 잔다리목, 주천, 소성, 성내, 흥덕, 부안면 | 8회       | 1시간 20분 소요 |
| 101-2     | 정읍역         | ↔        | 부안면     | 정읍버스터미널, 연지A, 시기성당, 구소방서, 동초교, 교육청, 대림A, 시기파출소, 시기동 행정복지센터, 장난감나라, 잔다리목, 주천, 소성, 성내, 흥덕 | 4회       | 1시간 10분 소요 |
| 101-3     | 정읍역         | ↔        | 흥덕       | 정읍버스터미널, 연지A, 시기성당, 구소방서, 동초교, 교육청, 대림A, 시기파출소, 시기동 행정복지센터, 장난감나라, 잔다리목, 주천, 소성, 성내 | 4회       | 1시간 소요      |
| 102-2     | 정읍역         | ↔        | 낙산       | 정읍버스터미널, 연지A, 시기성당, 구소방서, 동초교, 교육청, 대림A, 시기파출소, 시기동 행정복지센터, 장난감나라, 잔다리목, 주천, 소성, 성내, 석양 | 5회       | 1시간 소요      |
| 102-3     | 정읍역         | ↔        | 죽리       | 정읍버스터미널, 연지A, 시기성당, 구소방서, 동초교, 교육청, 대림A, 시기파출소, 시기동 행정복지센터, 장난감나라, 잔다리목, 주천, 소성, 성내, 장수, 생근리, 백연동 | 5회       | 1시간 5분 소요  |
| 102-4     | 정읍역         | ↔        | 신대리     | 정읍버스터미널, 연지A, 시기성당, 구소방서, 동초교, 교육청, 대림A, 시기파출소, 시기동 행정복지센터, 장난감나라, 잔다리목, 주천, 소성, 성내, 태동, 해평, 신대리 | 5회       | 1시간 5분 소요  |
| 102-5     | 정읍역         | ↔        | 생근리     | 정읍버스터미널, 연지A, 시기성당, 구소방서, 동초교, 교육청, 대림A, 시기파출소, 시기동 행정복지센터, 장난감나라, 잔다리목, 주천, 소성, 성내, 장수 | 1회       | 1시간 4분 소요  |
| 103-1     | 정읍역         | ↔        | 부덕리     | 정읍버스터미널, 연지A, 시기성당, 구소방서, 동초교, 교육청, 대림A, 시기파출소, 시기동 행정복지센터, 장난감나라, 잔다리목, 주천, 소성, 와석, 조동, 메디케어 | 3회       | 1시간 소요      |
| 103-2     | 정읍역         | ↔        | 기린리     | 정읍버스터미널, 연지A, 시기성당, 구소방서, 동초교, 교육청, 대림A, 시기파출소, 시기동 행정복지센터, 장난감나라, 잔다리목, 주천, 소성, 신천, 소고, 재경동, 화룡 | 5회       | 1시간 소요      |
| 121       | 잔다리목       | ↔        | 영원       | 중앙극장, 시청, 동초교, 교육청, 대림A, 정동교, 시기파출소, 시기동 행정복지센터, 장난감나라, 잔다리목, 북초교, 농산물도매시장, 1공단, 덕천면 행정복지센터, 덕천사거리, 이평, 창동 | 3회       | 45분 소요       |
| 121-1     | 잔다리목       | ↔        | 평교       | 중앙극장, 시청, 동초교, 교육청, 대림A, 정동교, 시기파출소, 시기동 행정복지센터, 장난감나라, 잔다리목, 북초교, 농산물도매시장, 1공단, 덕천면 행정복지센터, 덕천사거리, 이평, 창동, 영원 | 6회       | 1시간 소요      |
| 121-2     | 잔다리목       | ↔        | 주촌       | 중앙극장, 시청, 동초교, 교육청, 대림A, 정동교, 시기파출소, 시기동사무소, 장난감나라, 잔다리목, 북초교, 농산물도매시장, 1공단, 덕천면사무소, 덕천사거리, 이평, 창동, 영원 | 3회       | 50분 소요       |
| 121-3     | 잔다리목       | ↔        | 노교       | 중앙극장, 시청, 동초교, 교육청, 대림A, 정동교, 시기파출소, 시기동사무소, 장난감나라, 잔다리목, 북초교, 농산물도매시장, 1공단, 덕천면사무소, 덕천사거리, 이평, 창동, 영원 | 4회       | 50분 소요       |
| 121-4     | 잔다리목       | ↔        | 풍월리     | 중앙극장, 시청, 동초교, 교육청, 대림A, 정동교, 시기파출소, 시기동사무소, 장난감나라, 잔다리목, 북초교, 농산물도매시장, 1공단, 덕천면사무소, 덕천사거리, 이평, 창동, 영원, 노교 | 3회       | 1시간 3분 소요  |
| 121-5     | 잔다리목       | ↔        | 부골       | 중앙극장, 시청, 동초교, 교육청, 대림A, 정동교, 시기파출소, 시기동사무소, 장난감나라, 잔다리목, 북초교, 농산물도매시장, 1공단, 덕천면사무소, 덕천사거리, 이평, 창동, 영원, 노교, 풍월, 경산 | 1회       | 1시간 5분 소요  |
| 122       | 잔다리목       | ↔        | 조소       | 중앙극장, 시청, 동초교, 교육청, 대림A, 정동교, 시기파출소, 시기동사무소, 장난감나라, 잔다리목, 북초교, 농산물도매시장, 1공단, 덕천면사무소, 덕천사거리, 이평, 조소 | 3회       | 50분 소요       |
| 122-1     | 잔다리목       | ↔        | 청양       | 중앙극장, 시청, 동초교, 교육청, 대림A, 정동교, 시기파출소, 시기동사무소, 장난감나라, 잔다리목, 북초교, 농산물도매시장, 1공단, 덕천면사무소, 덕천사거리, 이평, 조소 | 7회       | 50분 소요       |
| 123       | 잔다리목       | ↔        | 신태인     | 중앙극장, 시청, 동초교, 교육청, 대림A, 정동교, 시기파출소, 시기동사무소, 장난감나라, 잔다리목, 북초교, 농산물도매시장, 1공단, 덕천면사무소, 덕천사거리, 이평 | 2회       | 45분 소요       |
| 123-2     | 잔다리목       | ↔        | 학당       | 중앙극장, 시청, 동초교, 교육청, 대림A, 정동교, 시기파출소, 시기동사무소, 장난감나라, 잔다리목, 북초교, 농산물도매시장, 1공단, 덕천면사무소, 덕천사거리, 이평, 신태인터미널, 신태인종고, 천단, 용오, 장촌, 옥신                                                                                              | 2회       | 1시간 20분 소요 |
| 123-4     | 잔다리목       | ↔        | 상평       | 중앙극장, 시청, 동초교, 교육청, 대림A, 정동교, 시기파출소, 시기동사무소, 장난감나라, 잔다리목, 북초교, 농산물도매시장, 1공단, 덕천면사무소, 덕천사거리, 이평, 신태인터미널, 산지 | 3회       | 1시간 40분 소요 |
| 123-5     | 잔다리목       | ↔        | 진흥       | 중앙극장, 시청, 동초교, 교육청, 대림A, 정동교, 시기파출소, 시기동사무소, 장난감나라, 잔다리목, 북초교, 농산물도매시장, 1공단, 덕천면사무소, 덕천사거리, 이평, 신태인터미널, 신태인종고, 천단, 진농, 진산 | 1회       | 1시간 5분 소요  |
| 123-6     | 잔다리목       | ↔        | 산지       | 중앙극장, 시청, 동초교, 교육청, 대림A, 정동교, 시기파출소, 시기동사무소, 장난감나라, 잔다리목, 북초교, 농산물도매시장, 1공단, 덕천면사무소, 덕천사거리, 이평, 신태인터미널, 구사, 내석, 궁사, 박서, 녹촌 | 2회       | 1시간 10분 소요 |
| 123-7     | 잔다리목       | ↔        | 화호정류소 | 중앙극장, 시청, 동초교, 교육청, 대림A, 정동교, 시기파출소, 시기동사무소, 장난감나라, 잔다리목, 북초교, 농산물도매시장, 1공단, 덕천면사무소, 덕천사거리, 이평, 신태인터미널, 신태인농협, 천주교, 우령리, 양교, 두지                                                                                          | 5회       |                 |
| 124       | 잔다리목       | ↔        | 대죽       | 연지A, 시기성당, 구소방서, 동초교, 교육청, 대림A, 정동교, 시기파출소, 시기동사무소, 장난감나라, 잔다리목, 북초교, 농산물도매시장, 1공단, 덕천면사무소, 상학, 대죽 | 7회       | 53분 소요       |
| 124-2     | 정읍역         | ↔        | 용두       | 연지A, 시기성당, 구소방서, 동초교, 교육청, 대림A, 정동교, 시기파출소, 시기동사무소, 장난감나라, 잔다리목, 북초교, 농산물도매시장, 1공단, 덕천면사무소, 덕천사거리, 제야 | 4회       | 50분 소요       |
| 128       | 정읍역         | ↔        | 산매리     | 정읍버스터미널, 연지A, 시기성당, 구소방서, 동초교, 교육청, 대림A, 시기파출소, 시기동사무소, 장난감나라, 잔다리목, 정일여중, 구암, 용계리, 흑암, 배영고, 상학, 중하, 원광요양원, 도계리 | 6회       | 50분 소요       |
| 151       | 영창아파트     | ↔        | 칠보정류소 | 관통로, 시기파출소, 시기동사무소, 장난감나라, 잔다리목, 정읍역, 정읍버스터미널, 연지A, 시기성당, 애육원, 동초교, 영창아파트, 용호, 승부, 북면, 북면사무소, 3공단, 마태실, 백암 | 2회       | 1시간 소요      |
| 151-1     | 영창아파트     | ↔        | 수청리     | 관통로, 시기파출소, 시기동사무소, 장난감나라, 잔다리목, 정읍역, 정읍버스터미널, 연지A, 시기성당, 애육원, 동초교, 영창아파트, 용호, 승부, 북면, 북면사무소, 3공단, 칠보정류소, 동편, 동막, 벌수, 수청리, 만적                                                                                                | 6회       | 1시간 10분 소요 |
| 151-3     | 영창아파트     | ↔        | 두월리     | 관통로, 시기파출소, 시기동사무소, 장난감나라, 잔다리목, 정읍역, 정읍버스터미널, 연지A, 시기성당, 애육원, 동초교, 영창아파트, 용호, 승부, 북면, 북면사무소, 3공단, 마태실, 백암, 칠보정류소, 행단, 구복, 산내, 예덕삼거리, 홍문사거리, 사승, 자연동, 사교, 방성동                                            | 5회       | 1시간 30분 소요 |
| 151-5     | 영창아파트     | ↔        | 구장리     | 관통로, 시기파출소, 시기동사무소, 장난감나라, 잔다리목, 정읍역, 정읍버스터미널, 연지A, 시기성당, 애육원, 동초교, 영창아파트, 용호, 승부, 북면, 북면사무소, 3공단, 마태실, 백암, 칠보정류소, 행단, 쌍정, 산외정류소, 도원, 사가, 진계, 만병리                                                                | 4회       | 1시간 30분 소요 |
| 151-6     | 영창아파트     | ↔        | 목욕리     | 관통로, 시기파출소, 시기동사무소, 장난감나라, 잔다리목, 정읍역, 정읍버스터미널, 연지A, 시기성당, 애육원, 동초교, 영창아파트, 용호, 승부, 북면, 북면사무소, 3공단, 마태실, 백암, 칠보정류소, 행단, 쌍정, 산외정류소, 내능, 민하, 종산삼거리, 팽남정                                                          | 4회       | 1시간 30분 소요 |
| 151-7     | 영창아파트     | ↔        | 원상두     | 관통로, 시기파출소, 시기동사무소, 장난감나라, 잔다리목, 정읍역, 정읍버스터미널, 연지A, 시기성당, 애육원, 동초교, 수성아파트, 용호, 승부, 북면, 북면사무소, 3공단, 마태실, 백암, 칠보정류소, 행단, 쌍정, 산외정류소, 도원, 사가, 진계                                                                        | 3회       | 1시간 소요      |
| 151-8     | 영창아파트     | ↔        | 정자리     | 관통로, 시기파출소, 시기동사무소, 장난감나라, 잔다리목, 정읍역, 정읍버스터미널, 연지A, 시기성당, 애육원, 동초교, 영창아파트, 용호, 승부, 북면, 북면사무소, 3공단, 마태실, 백암, 칠보정류소, 행단, 쌍정, 산외정류소, 도원, 사가, 화정, 죽동, 엄계                                                            | 2회       | 1시간 15분 소요 |
| 155       | 영창아파트     | ↔        | 섬진댐     | 터미널, 시기성당, 영창A, 북면 | 182~365   | 1시간 15분 소요 |
| 171       | 대림아파트     | ↔        | 내장산     | 시청, 잔다리목, 정읍역, 정읍버스터미널, 연지A, 시기성당, 애육원, 동초교, 교육청, 대림아파트, 행정, 정주고, 부전, 답곡, 회룡, 내장터미널 | 31회      | 30분 소요       |
| 172       | 정읍역         | ↔        | 운암       | 정읍버스터미널, 연지A, 시기성당, 구소방서, 동초교, 교육청, 대림아파트, 정동교, 정읍고, 종산, 송산동, 월령, 부전, 부무, 백석 | 3회       | 30분 소요       |
| 205       | 정읍버스터미널 | ↔        | 애당       | 연지A, 시기성당, 구시장, 시기파출소, 대림A, 정읍여고, 상동파출소, 시청, 잔다리목, 정읍역, 하나로마트, 원상평, 소성중, 소성, 광산, 작천, 원천, 애당 | 8회       | 1시간 10분 소요 |
| 211       | 정읍역         | ↔        | 신흥리     | 정읍버스터미널, 연지A, 시기성당, 구시장, 시기파출소, 대림A, 정읍여고, 상동파출소, 시청, 잔다리목, 주천삼거리, 입석, 고부, 관청 | 13회      | 50분 소요       |
| 211-1     | 정읍역         | ↔        | 줄포       | 정읍버스터미널, 연지A, 시기성당, 구시장, 시기파출소, 대림A, 정읍여고, 상동파출소, 시청, 잔다리목, 주천삼거리, 입석, 고부, 관청, 신흥리 | 5회       | 1시간 소요      |
| 211-2     | 정읍역         | ↔        | 홍원       | 정읍버스터미널, 연지A, 시기성당, 구시장, 시기파출소, 대림A, 정읍여고, 상동파출소, 시청, 잔다리목, 주천삼거리, 입석, 고부, 관청, 신흥리 | 6회       | 1시간 소요      |
| 212       | 정읍역         | ↔        | 백운리     | 정읍버스터미널, 연지A, 시기성당, 구시장, 시기파출소, 대림A, 정읍여고, 상동파출소, 시청, 잔다리목, 주천삼거리, 입석, 종암 | 8회       | 1시간 소요      |
| 213       | 정읍역         | ↔        | 마정리     | 정읍버스터미널, 연지A, 시기성당, 구시장, 시기파출소, 대림A, 정읍여고, 상동파출소, 시청, 잔다리목, 주천삼거리, 입석, 주산, 용등 | 2회       | 51분 소요       |
| 213-1     | 정읍역         | ↔        | 강고리     | 정읍버스터미널, 연지A, 시기성당, 구시장, 시기파출소, 대림아파트, 정읍여고, 상동파출소, 시청, 잔다리목, 주천삼거리, 입석, 주산, 용등, 마정리 | 4회       | 57분 소요       |
| 214       | 정읍역         | ↔        | 풍월리     | 정읍버스터미널, 연지A, 시기성당, 구시장, 시기파출소, 대림A, 정읍여고, 상동파출소, 시청, 잔다리목, 주천삼거리, 입석, 고부, 장문, 성지 | 2회       | 1시간 5분 소요  |
| 214-1     | 정읍역         | ↔        | 부골       | 정읍버스터미널, 연지A, 시기성당, 구시장, 시기파출소, 대림A, 정읍여고, 상동파출소, 시청, 잔다리목, 주천삼거리, 입석, 고부, 장문, 성지, 풍월리, 경산 | 3회       | 1시간 소요      |
| 214-2     | 정읍역         | ↔        | 노교       | 정읍버스터미널, 연지A, 시기성당, 구시장, 시기파출소, 대림A, 정읍여고, 상동파출소, 시청, 잔다리목, 주천삼거리, 입석, 고부, 장문, 성지, 풍월리 | 3회       | 1시간 20분 소요 |
| 215       | 정읍역         | ↔        | 평교       | 정읍버스터미널, 연지A, 시기성당, 구시장, 시기파출소, 대림A, 정읍여고, 상동파출소, 시청, 잔다리목, 주천삼거리, 입석, 고부, 장문, 영원, 백양 | 13회      | 1시간 5분 소요  |
| 215-1     | 잔다리목       | ↔        | 영원       | 주공a, 주천삼거리, 입석, 고부, 장문 |           | 운행안함        |
| 231       | 정읍버스터미널 | ↔        | 원평       | 연지A, 시기성당, 구시장, 시기파출소, 대림A, 정읍여고, 상동파출소, 시청, 잔다리목, 서영여고, 수성주공, 2공단, 군대동, 원당, 망담, 정우, 대사, 왕신여고, 신태인읍사무소, 신태인터미널, 신태인종고, 천단, 감곡, 감산, 관봉                                                                                     | 9회       | 1시간 25분 소요 |
| 231-1     | 정읍버스터미널 | ↔        | 원평       | 연지A, 시기성당, 구시장, 시기파출소, 대림A, 정읍여고, 상동파출소, 시청, 잔다리목, 서영여고, 수성주공, 2공단, 군대동, 원당, 망담, 정우, 대사, 왕신여고, 신태인읍사무소, 신태인터미널, 신태인종고, 천단, 감곡, 유치, 과반, 녹동, 원평주유소                                                                   | 10회      | 1시간 40분 소요 |
| 232       | 정읍버스터미널 | ↔        | 신태인     | 연지A, 시기성당, 구시장, 시기파출소, 대림A, 정읍여고, 상동파출소, 시청, 잔다리목, 서영여고, 수성주공, 2공단, 군대동, 원당, 망담, 정우, 대사, 왕신여고, 신태인읍사무소 | 3회       | 1시간 소요      |
| 232-1     | 정읍버스터미널 | ↔        | 화호       | 연지A, 시기성당, 구시장, 시기파출소, 대림A, 정읍여고, 상동파출소, 시청, 잔다리목, 서영여고, 수성주공, 2공단, 군대동, 원당, 망담, 정우, 대사, 왕신여고, 신태인읍사무소, 신태인터미널, 신태인농협, 천주교, 우령리, 신흥, 두지                                                                                 | 7회       | 1시간 20분 소요 |
| 232-2     | 정읍버스터미널 | ↔        | 신곡       | 연지A, 시기성당, 구시장, 시기파출소, 대림A, 정읍여고, 상동파출소, 시청, 잔다리목, 서영여고, 수성주공, 2공단, 군대동, 원당, 망담, 정우, 대사, 왕신여고, 신태인읍사무소, 신태인터미널, 신태인농협, 천주교, 우령리, 신흥, 두지, 화호                                                                           | 1회       | 1시간 25분 소요 |
| 232-3     | 정읍버스터미널 | ↔        | 산정       | 연지A, 시기성당, 구시장, 시기파출소, 대림A, 정읍여고, 상동파출소, 시청, 잔다리목, 서영여고, 수성주공, 2공단, 군대동, 원당, 망담, 정우, 대사, 왕신여고, 신태인읍사무소, 신태인터미널, 신태인농협, 천주교, 우령리, 신흥, 두지, 화호, 신곡                                                                     | 2회       | 1시간 20분 소요 |
| 232-5     | 정읍버스터미널 | ↔        | 상평       | 연지A, 시기성당, 구시장, 시기파출소, 대림A, 정읍여고, 상동파출소, 시청, 잔다리목, 서영여고, 수성주공, 2공단, 군대동, 원당, 망담, 정우, 대사, 왕신여고, 신태인읍사무소, 신태인터미널, 신태인종고, 천단, 감곡, 감곡중, 오공, 옥신, 유정                                                                       | 2회       | 1시간 40분 소요 |
| 232-6     | 정읍버스터미널 | ↔        | 산지       | 연지A, 시기성당, 구시장, 시기파출소, 대림A, 정읍여고, 상동파출소, 시청, 잔다리목, 서영여고, 수성주공, 2공단, 군대동, 원당, 망담, 정우, 대사, 왕신여고, 신태인읍사무소, 신태인터미널, 구사, 궁사, 박동, 녹촌                                                                                                 | 2회       | 1시간 30분 소요 |
| 232-7     | 정읍버스터미널 | ↔        | 모산       | 연지A, 시기성당, 구시장, 시기파출소, 대림A, 정읍여고, 상동파출소, 시청, 잔다리목, 서영여고, 수성주공, 2공단, 군대동, 원당, 망담, 정우, 대사, 왕신여고, 신태인읍사무소, 신태인터미널, 신태인농협, 천주교, 요동, 승북, 감곡역, 회암                                                                           | 2회       | 1시간 30분 소요 |
| 232-8     | 정읍버스터미널 | ↔        | 하신양     | 연지A, 시기성당, 구시장, 시기파출소, 대림A, 정읍여고, 상동파출소, 시청, 잔다리목, 서영여고, 수성주공, 2공단, 군대동, 원당, 망담, 정우, 대사, 왕신여고, 신태인읍사무소, 신태인터미널, 신태인농협, 천주교, 우령리, 상신양                                                                                     | 1회       | 1시간 20분 소요 |
| 233-1     | 정읍버스터미널 | ↔        | 상기       | 연지A, 시기성당, 구시장, 시기파출소, 대림A, 정읍여고, 상동파출소, 시청, 잔다리목, 서영여고, 수성주공, 2공단, 군대동, 원당, 망담, 정우, 송내, 화천리, 지경, 대각교, 태인면사무소, 태인중, 태인정류소, 오성교, 녹동, 용호, 상산                                                                               | 4회       | 55분 소요       |
| 233-3     | 잔다리목       | ↔        | 태인       | 서영여고, 수성주공, 2공단, 군대동, 원당, 망담, 초강, 송내, 화천리, 지경, 대각교, 태인면사무소, 태인중 | 1회       |                 |
| 241-1     | 정읍역         | ↔        | 원평       | 정읍버스터미널, 실내체육관, 시기동사무소, 시기파출소, 관통도로, 동초교, 영창아파트, 용호약수터, 승부, 북면, 북면사무소, 성원아파트, 제2청사, 사포, 지경, 대각교, 태인면사무소, 구산아파트, 태인정류소, 태인초등학교, 오성교, 녹동, 용호, 송월, 통사                                                         | 4회       | 1시간 10분 소요 |
| 241-2     | 정읍역         | ↔        | 작소       | 정읍버스터미널, 실내체육관, 시기동사무소, 시기파출소, 관통도로, 동초교, 영창아파트, 용호, 승부, 북면, 북면사무소, 성원아파트, 제2청사, 사포, 지경, 대각교, 태인면사무소, 구산아파트, 태인정류소, 태인초등학교, 오성교, 녹동, 용호, 송월                                                                     | 6회       |                 |
| 241-3     | 정읍역         | ↔        | 태인       | 정읍버스터미널, 실내체육관, 시기동사무소, 시기파출소, 관통도로, 동초교, 영창아파트, 용호, 승부, 북면, 북면사무소, 성원아파트, 제2청사, 사포, 지경, 대각교, 태인면사무소, 구산아파트 | 1회       |                 |
| 241-4     | 정읍역         | ↔        | 신태인     | 정읍버스터미널, 실내체육관, 시기동사무소, 시기파출소, 관통도로, 동초교, 영창아파트, 용호, 승부, 북면, 북면사무소, 성원아파트, 제2청사, 사포, 지경, 대각교, 태인면사무소, 구산아파트, 태인정류소, 태인중, 홍촌, 궁사, 내석, 구사                                                                             | 5회       |                 |
| 242       | 정읍역         | ↔        | 옹동       | 정읍버스터미널, 실내체육관, 시기동사무소, 시기파출소, 관통도로, 동초교, 영창아파트, 용호, 승부, 북면, 북면사무소, 성원아파트, 제2청사, 사포, 지경, 대각교, 태인면사무소, 구산아파트, 태인정류소, 거산, 신성, 매당, 매정교, 척천, 옹동면사무소사무소, 옹동우체국, 성칠, 일리                                 | 5회       | 50분 소요       |
| 242-1     | 정읍역         | ↔        | 원평       | 정읍버스터미널, 실내체육관, 시기동사무소, 시기파출소, 관통도로, 동초교, 영창아파트, 용호, 승부, 북면, 북면사무소, 성원아파트, 제2청사, 사포, 지경, 대각교, 태인면사무소, 구산아파트, 태인정류소, 거산, 신성, 매당, 매정교, 척천, 옹동면사무소사무소, 옹동우체국, 성칠, 일리, 오성교, 녹동, 용호, 송월, 통사 | 2회       | 1시간 소요      |
| 242-3     | 정읍역         | ↔        | 두립       | 정읍버스터미널, 실내체육관, 시기동사무소, 시기파출소, 관통도로, 동초교, 영창아파트, 용호, 승부, 북면, 북면사무소, 성원아파트, 제2청사, 사포, 지경, 대각교, 태인면사무소, 구산아파트, 태인정류소, 거산, 신성, 매당, 매정교, 척천, 옹동면사무소사무소, 옹동우체국, 성칠, 일리, 제내                           | 7회       | 1시간 소요      |
| 242-4     | 정읍역         | ↔        | 천신       | 정읍버스터미널, 실내체육관, 시기동사무소, 시기파출소, 관통도로, 동초교, 영창아파트, 용호, 승부, 북면, 북면사무소, 성원아파트, 제2청사, 사포, 지경, 대각교, 태인면사무소 | 1회       |                 |
| 246       | 정읍역         | ↔        | 태인       | 정읍버스터미널, 연지A, 시기성당, 구시장, 시기파출소, 대림아파트, 정읍여고, 상동파출소, 동초교, 시청, 잔다리목, 서영여고, 수성주공, 2공단, 북면, 북면사무소, 성원아파트, 제2청사, 학동, 분동, 매계리, 분동, 지경, 대각교, 태인면사무소, 구산아파트                                                           | 8회       | 55분 소요       |
| 252       | 정읍역         | ↔        | 원백암     | 정읍버스터미널, 연지A, 시기성당, 애육원, 동초교, 영창아파트, 용호, 승부, 북면, 북면사무소, 3공단, 마태실, 월천동, 원오류, 장재, 백암 | 2회       | 45분 소요       |
| 253       | 정읍역         | ↔        | 축촌       | 정읍버스터미널, 연지A, 시기성당, 애육원, 동초교, 영창아파트, 용호, 승부, 북면, 북면사무소, 3공단, 마태실, 월천동, 원마정, 한덕, 신기 | 5회       | 40분 소요       |
| 255       | 정읍역         | ↔        | 보림리     | 정읍버스터미널, 연지A, 시기성당, 애육원, 동초교, 영창아파트, 용호, 승부, 북면, 북면사무소, 3공단, 마태실, 가정 | 4회       | 38분 소요       |
| 261       | 남산동         | ↔        | 임리       | 시기파출소, 대림A, 정읍여고, 상동파출소, 시청, 잔다리목, 정읍역, 정읍버스터미널, 연지A, 시기성당, 구시장, 남산동, 유창A, 당현, 구계, 과교, 대흥리, 입암중, 천원, 차단, 용교, 왕림 | 1회       | 40분 소요       |
| 261-1     | 남산동         | ↔        | 고창       | 시기파출소, 대림A, 정읍여고, 상동파출소, 시청, 잔다리목, 정읍역, 정읍버스터미널, 연지A, 시기성당, 구시장, 남산동, 유창A, 당현, 구계, 과교, 대흥리, 입암중, 천원, 차단, 용교, 왕림, 임리, 송촌, 성두 | 15회      | 1시간 소요      |
| 261-2     | 남산동         | ↔        | 고창       | 시기파출소, 대림A, 정읍여고, 상동파출소, 시청, 잔다리목, 정읍역, 정읍버스터미널, 연지A, 시기성당, 구시장, 남산동, 유창A, 당현, 구계, 과교, 대흥리, 입암중, 천원, 차단, 용교, 왕림노동, 반룡, 세곡, 성두 | 5회       | 50분 소요       |
| 262       | 남산동         | ↔        | 천원       | 시기파출소, 대림A, 정읍여고, 상동파출소, 시청, 잔다리목, 정읍역, 정읍버스터미널, 연지A, 시기성당, 구시장, 남산동, 유창A, 당현, 구계, 과교, 대흥리, 입암중, 천원, 차단, 용교, 왕림노동, 반룡, 세곡, 성두 | 5회       | 45분 소요       |
| 262-1     | 남산동         | ↔        | 연월리     | 시기파출소, 대림A, 정읍여고, 상동파출소, 시청, 잔다리목, 정읍역, 정읍버스터미널, 연지A, 시기성당, 구시장, 남산동, 유창A, 당현, 구계, 과교, 대흥리, 입암중, 천원, 영안 | 5회       | 35분 소요       |
| 262-2     | 남산동         | ↔        | 원등       | 시기파출소, 대림A, 정읍여고, 상동파출소, 시청, 잔다리목, 정읍역, 정읍버스터미널, 연지A, 시기성당, 구시장, 남산동, 유창A, 당현, 구계, 과교, 대흥리, 입암중, 천원, 영안, 연월리, 신등, 원등 | 5회       | 40분 소요       |
| 264-1     | 남산동         | ↔        | 천원       | 시기파출소, 대림A, 정읍여고, 상동파출소, 시청, 잔다리목, 정읍역, 정읍버스터미널, 연지A, 시기성당, 구시장, 남산동, 유창A, 당현, 구계, 상교동사무소, 구암, 정해, 신정사거리, 금구, 선암, 방사선쎈타, 신면, 번등, 만화, 원하부, 천원, 입암중                                                                   | 2회       | 50분 소요       |
| 264-3     | 상평동         | ↔        | 서당촌     | 연지교, 하나로마트, 정읍역, 정읍버스터미널, 연지A, 시기성당, 구시장, 시기파출소, 대림A, 정읍여고, 상동파출소, 동초교, 시청, 잔다리목, 하나로마트, 연지교, 상평동, 공설운동장, 칠정리, 구계, 상교동사무소, 구암, 정해, 신정사거리, 백학, 전지                                                                | 5회       | 55분 소요       |
| 266       | 시청           | ↔        | 신정동     | 중앙극장, 잔다리목, 정읍역, 정읍버스터미널, 연지A, 시기성당, 구시장, 남산동, 유창A, 당현, 구계, 과교, 백운, 삼군, 구암, 서월, 동월 | 3회       | 45분 소요       |
| 273       | 상평동         | ↔        | 신면       | 연지교, 하나로마트, 정읍역, 정읍버스터미널, 연지A, 시기성당, 구시장, 시기파출소, 대림A, 정읍여고, 상동파출소, 동초교, 시청, 잔다리목, 하나로마트, 연지교, 상평동, 공설운동장, 칠정리, 구계, 과교, 진산, 재내, 송정, 구면                                                                                    | 4회       | 50분 소요       |
| 276       | 수성주공       | ↔        | 서월       | 수성주공, 정읍버스터미널, 연지A, 시기성당, 구시장, 시기파출소, 정동교, 정읍고, 과학대 | 1회       | 25분 소요       |
| 277       | 제일아파트     | ↔        | 제일아파트 | 법원, 부영2,1차아파트, 수성주공, 농소주공, 정읍역, 정읍버스터미널, 연지A, 시기성당, 구시장, 센트랄카운티, 정읍고, 시기시영연립, 대림아파트, 우미아파트, 학산여고, 상동현대1차, 사랑병원, 상동파출소, 동초교=시청, 삼성병원, 농협시지부, 정읍버스터미널, 정읍역, 농소주공, 수성주공, 부영1,2차아파트, 법원   | 20회      | 시내순환        |
| 277-1     | 제일아파트     | ↔        | 제일아파트 | 법원, 부영2차, 부영1차, 수성A, 농소주공A, 정읍역, 터미널, 농협중앙회, 동아철물, 시기성당, 유한당약국(구시장), 호남중고, 센트럴A, 양우내안애A, 대림A, 휴먼시아A, 엘드수목토A, 우미A, 현대1차, 현대3차, 미소지움A, 시기성당, 동아철물 , 정읍버스터미널, 정읍역, 농소주공A, 수성주공A, 부영1차. 부영2차, 법원  | 20~110    | 시내순환        |